# Vodonično podrobni atom
Vodonično podrobni atom (jon sličan vodoniku) je svako atomsko jezgro koje ima jedan elektron i stoga je izoelektronsko sa vodonikom. Ovi joni nose pozitivni naboj {\displaystyle e(Z-1)}, gde je {\displaystyle Z} atomski broj atoma. Primeri vodonično podrobnih jona su +, 2+, 3+ i 4+. Budući da su ovi joni sistemi sa dve čestice čija interakcija zavisi samo od rastojanja između tih čestice, njihova (nerelativistička) Šredingerova jednačina može se rešiti u analitičkoj formi, kao i (relativistička) Dirakova jednačina. Rešenja su jednoelektronske funkcije i nazivaju se vodonično podrobnim atomskim orbitalama.
Drugi sistemi se takođe mogu nazivati „vodonično podrobnim atomima”, kao što su muonijum (elektron koji kruži oko antimiona), pozitronijum (elektron i pozitron), određeni egzotični atomi (formirani sa drugim česticama), ili Ridbergovi atomi (kod kojih je jedan elektron u tako visokom energetskom stanju da vidi ostatak atoma praktično kao tačkasti naboj).

## Šredingerovo rešenje
U rešenju Šredingerove jednačine, koja je nerelativistička, atomske orbitale slične vodoniku su svojstvene funkcije jednoelektronskog operatora ugaonog momenta L i njegove z komponente . Vodonično podrobna atomska orbitala jedinstveno je identifikovana vrednostima glavnog kvantnog broja n, kvantnog broja ugaonog momenta l i magnetnog kvantnog broja m. Energetske svojstvene vrednosti ne zavise od l ili m, već isključivo od n. Tome treba dodati i dvovrednosni spinski kvantni broj  = ± ½, čime se postavlja scena za Aufbau princip. Ovaj princip ograničava dozvoljene vrednosti četiri kvantna broja u elektronskim konfiguracijama višeelektronskih atoma. U atomima sličnim vodoniku sve degenerisane orbitale fiksnih n i l, m i s variraju između određenih vrednosti (pogledajte dole) formirajući atomsku ljusku.
Šredingerov jednačina atoma ili atomski jona sa više od jednog elektrona nije rešena analitičim putem, zbog računarske poteškoće koju nameće Kulonska interakcija između elektrona. Numeričke metode se moraju primeninti da bi se dobile (približne) talasne funkcije ili druga svojstva iz kvantno-mehaničkih proračuna. Zbog sferne simetrije (Hamiltoniana), ukupni ugaoni moment J atoma je konzervirana količina. Mnogi numerički postupci počinju od proizvoda atomskih orbitala koje su svojstvene funkcije jednoelektronskih operatora L i . Radijalni delovi ovih atomskih orbitala su ponekad numeričke tabele ili su ponekad Slejterove orbitale. Pomoću uparivanje ugaonih momenata konstruišu se mnogoelektronske svojstvene funkcije  (i eventualno ).
U kvantno-hemijskim proračunima atomske orbitale poput vodonika ne mogu poslužiti kao osnova ekspanzije, jer nisu potpune. Nekvadratno integrabilna stanja kontinuuma (E > 0) moraju biti uključena da bi se dobio kompletan skup, i.e., da se obuhvati celokupan jednoelektronski Hilbertov prostor.
U najjednostavnijem modelu, atomske orbitale vodonično podrobnih jona su rešenja Šredingerove jednačine u sferno simetričnom potencijalu. U ovom slučaju, član potencijala je potencijal koji daje Kulonov zakon:
{\displaystyle V(r)=-{\frac {1}{4\pi \epsilon _{0}}}{\frac {Ze^{2}}{r}}}
gde je
- ε0 - permitivnost vakuuma,
- - atomski broj (broj protona u jezgru),
- - elementarno naelektrisanje (naboj elektrona),
- - rastojanje elektrona od nukleusa.

Nakon pisanja talasne funkcije kao proizvod funkcija:
{\displaystyle \psi (r,\theta ,\phi )=R_{nl}(r)Y_{lm}(\theta ,\phi )\,}
(u sfernim koordinatama), gde su {\displaystyle Y_{lm}} sferni harmonici, dolazi se do sledeće Šredingerove jednačine:
{\displaystyle -{\frac {\hbar ^{2}}{2\mu }}\left[{1 \over r^{2}}{\partial  \over \partial r}\left(r^{2}{\partial R(r) \over \partial r}\right)-{l(l+1)R(r) \over r^{2}}\right]+V(r)R(r)=ER(r),}
gde je {\displaystyle \mu } približno, masa elektrona (preciznije, to je redukovana masa sistema koji se sastoji od elektrona i jezgra), i {\displaystyle \hbar } je redukovana Plankova konstanta.
Različite vrednosti od l daju rešenja sa različitim ugaonim momentom, gde je l (nenegativni celobrojni) kvantni broj orbitalnog ugaonog momenta. Magnetni kvantni broj m (za koji važi {\displaystyle -l\leq m\leq l}) je (kvantifikovana) projekcija orbitalnog broja na z-osu. Pogledajte ovde za korake koji vode rešenju ove jenačine.

### Nerelativistička talasna funkcija i energija
Pored l i m, iz graničnih uslova postavljenih na R pojavljuje se treći ceo broj n > 0. Funkcije R i Y koje rešavaju gornje jednačine zavise od vrednosti ovih celih brojeva, zvanih kvantni brojevi. Uobičajeno je da se talasne funkcije indeksiraju sa vrednostima kvantnih brojeva od kojih one zavise. Konačni izraz za normalizovanu talasnu funkciju je:
{\displaystyle \psi _{nlm}=R_{nl}(r)\,Y_{lm}(\theta ,\phi )}
{\displaystyle R_{nl}(r)={\sqrt {{\left({\frac {2Z}{na_{\mu }}}\right)}^{3}{\frac {(n-l-1)!}{2n[(n+l)!]}}}}e^{-Zr/{na_{\mu }}}\left({\frac {2Zr}{na_{\mu }}}\right)^{l}L_{n-l-1}^{2l+1}\left({\frac {2Zr}{na_{\mu }}}\right)}
pri čemu:
- {\displaystyle L_{n-l-1}^{2l+1}} su generalizovani Lagerovi polinomi sa definicijom datom ovde.
- {\displaystyle a_{\mu }={{4\pi \varepsilon _{0}\hbar ^{2}} \over {\mu e^{2}}}={\frac {\hbar c}{\alpha \mu c^{2}}}={{m_{\mathrm {e} }} \over {\mu }}a_{0}}

gde je α konstanta fine strukture. Ovde je {\displaystyle \mu } redukovana masa sistema jezgro-elektron, koja je, {\displaystyle \mu ={{m_{\mathrm {N} }m_{\mathrm {e} }} \over {m_{\mathrm {N} }+m_{\mathrm {e} }}}} gde je {\displaystyle m_{\mathrm {N} }} masa jezgra. Tipično, jezgro je znatno masivnije od elektrona, tako da je {\displaystyle \mu \approx m_{\mathrm {e} }.} (Međutim za pozitronijum {\displaystyle \mu =m_{\mathrm {e} }/2.})
- {\displaystyle E_{n}=-\left({\frac {Z^{2}\mu e^{4}}{32\pi ^{2}\epsilon _{0}^{2}\hbar ^{2}}}\right){\frac {1}{n^{2}}}=-\left({\frac {Z^{2}\hbar ^{2}}{2\mu a_{\mu }^{2}}}\right){\frac {1}{n^{2}}}=-{\frac {\mu c^{2}Z^{2}\alpha ^{2}}{2n^{2}}}.}
- {\displaystyle Y_{lm}(\theta ,\phi )\,} funkcija je sferično harmonična.

Paritet usled ugaone talasne funkcije je {\displaystyle {\left({-1}\right)}^{l}}.

## Literatura
- Gerald Teschl (2009). Mathematical Methods in Quantum Mechanics; With Applications to Schrödinger Operators. American Mathematical Society. ISBN 978-0-8218-4660-5.
- Tipler, Paul & Ralph Llewellyn (2003). Modern Physics (4th ed.). New York: W. H. Freeman and Company.  0-7167-4345-0
- Rayner-Canham, Geoff; Overton, Tina (2014). Descriptive Inorganic Chemistry (6 изд.). Macmillan Education. ISBN 978-1-319-15411-0.
- Weisstein, Eric W. (2007). „Electron Orbital”. wolfram.
- Ebbing, Darrell D.; Gammon, Steven D. (2007-01-12). General Chemistry. ISBN 978-0-618-73879-3.
- Langmuir, Irving (1919). „The Arrangement of Electrons in Atoms and Molecules”. Journal of the American Chemical Society. 41 (6): 868—934. doi:10.1021/ja02227a002.
- Stoner, E.C. (1924). „The distribution of electrons among atomic levels”. Philosophical Magazine. 6th Series. 48 (286). doi:10.1080/14786442408634535.
- Pauli, Wolfgang (1925). „Über den Einfluss der Geschwindigkeitsabhändigkeit der elektronmasse auf den Zeemaneffekt”. Zeitschrift für Physik. 31 (1). Bibcode:1925ZPhy...31..373P. S2CID 122477612. doi:10.1007/BF02980592.
- Scerri, Eric R. (1991). „The Electron Configuration Model, Quantum Mechanics and Reduction” (PDF). The British Journal for the Philosophy of Science. 42 (3). doi:10.1093/bjps/42.3.309.
- Dirac, Paul A.M. (1982) [1958]. Principles of Quantum Mechanics. International Series of Monographs on Physics (4th изд.). Oxford University Press. ISBN 978-0-19-852011-5.
- Anderson, Carl (1933). „The Positive Electron”. Physical Review. 43 (6): 491. Bibcode:1933PhRv...43..491A. doi:10.1103/PhysRev.43.491 .
- Arminjon, M.; F. Reifler (2013). „Equivalent forms of Dirac equations in curved spacetimes and generalized de Broglie relations”. Brazilian Journal of Physics. 43 (1–2): 64—77. Bibcode:2013BrJPh..43...64A. S2CID 38235437. arXiv:1103.3201 . doi:10.1007/s13538-012-0111-0.
- Dirac, P. A. M. (1928). „The Quantum Theory of the Electron” (PDF). Proceedings of the Royal Society A: Mathematical, Physical and Engineering Sciences. 117 (778): 610—624. Bibcode:1928RSPSA.117..610D. JSTOR 94981. doi:10.1098/rspa.1928.0023 . Архивирано (PDF) из оригинала 2015-01-02. г.
- Dirac, P. A. M. (1930). „A Theory of Electrons and Protons”. Proceedings of the Royal Society A: Mathematical, Physical and Engineering Sciences. 126 (801): 360—365. Bibcode:1930RSPSA.126..360D. JSTOR 95359. doi:10.1098/rspa.1930.0013 .
- Frisch, R.; Stern, O. (1933). „Über die magnetische Ablenkung von Wasserstoffmolekülen und das magnetische Moment des Protons. I”. Zeitschrift für Physik. 85 (1–2): 4. Bibcode:1933ZPhy...85....4F. S2CID 120793548. doi:10.1007/BF01330773.
- Bjorken, J D; Drell,, S. (1964). Relativistic Quantum mechanics. New York, McGraw-Hill.
- Halzen, Francis; Martin, Alan (1984). Quarks & Leptons: An Introductory Course in Modern Particle Physics. John Wiley & Sons. ISBN 9780471887416.
- Griffiths, D.J. (2008). Introduction to Elementary Particles (2nd изд.). Wiley-VCH. ISBN 978-3-527-40601-2.
- Rae, Alastair I. M.; Jim Napolitano (2015). Quantum Mechanics (6th изд.). Routledge. ISBN 978-1482299182.
- Schiff, L.I. (1968). Quantum Mechanics (3rd изд.). McGraw-Hill.
- Shankar, R. (1994). Principles of Quantum Mechanics (2nd изд.). Plenum.
- Thaller, B. (1992). The Dirac Equation. Texts and Monographs in Physics. Springer.
- W.H. Koppenol (IUPAC) (2001). „Names for muonium and hydrogen atoms and their ions” (PDF). Pure and Applied Chemistry. 73 (2): 377—380. doi:10.1351/pac200173020377.
- Walker, David C (1983-09-08). Muon and Muonium Chemistry. стр. 4. ISBN 978-0-521-24241-7.

## Spoljašnje veze
- Медији везани за чланак Vodonično podrobni atom на Викимедијиној остави